# Morris Bishop
Pour les articles homonymes, voir Bishop.
Morris Gilbert Bishop (15 avril 1893 - 20 novembre 1973) est un universitaire, historien, biographe, essayiste, traducteur, anthologue et versificateur américain.

## Jeunesse et carrière
Bishop est né alors que son père, Edwin R. Bishop, un médecin canadien, travaille à Willard Asylum for the Chronic Insane dans l'état de New York et il est né à l'hôpital. Sa mère est décédée deux ans plus tard et Morris et son frère aîné Edwin sont envoyés vivre avec leurs grands-parents canadiens à Brantford, en Ontario. Son père se remarie; et pendant qu'il travaille à Genève, New York, les garçons sont envoyés vivre avec le père et la belle-mère. Morris est alors âgé de huit ans. Cependant, le père et la belle-mère meurent de la tuberculose quand il a 11 ans, et les frères sont envoyés vivre avec des parents à Yonkers, New York .
Bishop fréquente l'Université Cornell de 1910 à 1913, obtenant un baccalauréat et un prix de poésie Morrison en 1913, puis une maîtrise ès arts en 1914. Il vend ensuite des manuels pour Ginn &amp; Co, rejoint la cavalerie américaine (pendant laquelle il sert sous Pershing dans « l'expédition punitive » au Mexique), est premier lieutenant dans l'infanterie américaine pendant la Première Guerre mondiale et travaille dans une agence de publicité de York, avant de retourner à Cornell pour commencer à enseigner en 1921 et obtenir un doctorat en 1926 , sa thèse portant sur les pièces de Jules Lemaître . Il est associé pendant toute sa vie d'adulte à Cornell, en tant qu'ancien élève, professeur Kappa Alpha de littérature romane et historien universitaire. En 1962, il écrit l'histoire standard de l'université, A History of Cornell. En 1962, Bishop reçoit des Mélanges, Studies in Seventeenth-Century French Literature.
Bishop est professeur invité à l'Université d'Athènes en 1951 et au Wells College en 1962-1963. En 1964, il est nommé président de la Modern Language Association .
Bishop sert comme maréchal de Cornell, officiant lors des remises de diplômes. Lors de la cérémonie de 1970 (lorsque Bishop a 77 ans), il utilise la Masse cérémonielle de l'université pour repousser un étudiant diplômé qui tente de saisir le microphone , . "Le coup a été donné dans le style typique de Bishop : avec spontanéité, grâce et efficacité", commente le président, Dale R. Corson .
Vers la fin de sa vie, Bishop travaille comme conservateur de la collection Fiske Petrarch de la bibliothèque Olin .

## Écrits
Bishop écrit des biographies de Pascal, Champlain, La Rochefoucauld, Pétrarque et saint François, ainsi que son livre de 1928, A Gallery of Eccentrics , qui dresse le profil de 12 personnes inhabituelles. Son Enquête sur la littérature française de 1955 est pendant de nombreuses années un manuel standard (des éditions révisées sont publiées en 1965 et, à titre posthume, en 2005). À la fin des années 1950 et au début des années 1960, ses critiques de livres sur des sujets historiques paraissent souvent dans le New York Times. Son histoire du Moyen Âge de 1968 est toujours (2018) imprimée sous le titre Le Moyen Âge. Il est Chevalier de la Légion d'Honneur (en France), enseigne en tant que professeur invité à l'Université d'Athènes et à l'Université Rice et est président de l'Association des langues modernes . Il est l'auteur de nombreux livres, dont le mystère comique pseudonyme The Widening Stain. Il est également un contributeur fréquent d'articles historiques au magazine American Heritage.
L'autobiographie de Bishop est éditée par sa fille, la primatologue Alison Jolly, comme I Think I Have Been Here Before ; il "comprend des poèmes et le texte de nombreuses lettres écrites par Bishop, ainsi que quelques illustrations et photographies de Bishop et de sa famille" ,. En 2021, il reste inédit.
Les papiers de Bishop sont conservés dans les collections spéciales de la bibliothèque de l'Université Cornell .

## Vie privée
Bishop est marié à l'artiste Alison Mason Kingsbury (en), qui a illustré un certain nombre de ses livres. Leur fille, Alison Jolly, est une primatologue connue ,.
Au cours des années 1940, la petite renommée de Vladimir Nabokov aux États-Unis repose en grande partie sur ses nouvelles dans Atlantic Monthly. Bishop est un grand admirateur de ceux-ci et, en apprenant en 1947 que Nabokov enseigne au Wellesley College, il l'invite à postuler pour la chaire Cornell de littérature russe récemment libérée, pour laquelle Bishop préside le comité de sélection. Nabokov, qui connait et apprécie les vers de Bishop, charme le comité, et les Bishop et les Nabokov deviennent amis. Pendant que Nabokov et sa femme Véra sont à Cornell, «leurs seuls compagnons proches» sont les Bishop, chez lesquels ils dînent fréquemment à Cayuga Heights .